# 篠宮暁
篠宮 暁（しのみや あきら、1983年2月8日 - ）は日本のお笑い芸人。本名同じ。2022年末まではお笑いコンビ・オジンオズボーンのボケ・ネタ作りを担当しており、解散後はオジンオズボーン篠宮暁（オジンオズボーン しのみや あきら）の名前で活動している。京都府京都市出身。松竹芸能所属。京都西高等学校卒業。

## 人物
- 特技は作詞・作曲。ブログに自作した楽曲の歌詞を掲載している。代表作は「ナツサマー」「せつなさ海岸」「口に何でも入れたがる子供」。ネタのなかでも歌を披露することがある。
- 平山あやと、『ウルトラマン』などの特撮作品を好む。『ウルトラマン』のフィギュアを所有するほか、自身のブログではその週に放送されたスーパーヒーロータイムの感想を綴っている。それが縁となり『仮面ライダー電王』第41話、『仮面ライダーディケイド』第14話にて数カットではあるが出演を果たした。
- 好物はつくね。
- 親交のある安田大サーカスの団長に対して居留守を使ったことがある。
- 2009年8月15日放送の『エンタの神様』にて「クライザーIII世」というキャラクター（映画「デトロイト・メタル・シティ」で松山ケンイチが演じた「ヨハネ・クラウザーII世」のパロディ）で初登場し、翌年3月の番組終了までほぼレギュラー出演していた。ネタの内容は、あらゆる歌の歌詞に対しツッコミを入れて最後に絶叫するというもの。
- 2014年12月に第1子（男子）、2017年1月に第2子（女子）が誕生。2児の父である。[2]
- 特撮好きが高じ「侍戦隊シンケンジャー」に登場する「殿」から、息子に「との」と名付けた[3]。
- 解散後もコンビ名を残した「オジンオズボーン篠宮」の名前で活動していることについては「僕が（コンビ名を）捨てる理由はない。あると邪魔になれば考える」との理由から[4]。

## 芸風
コンビ時代からのネタを引き続き実施している一方、ピン芸人になってからはBPM170前後のテンポに乗せて一発芸を連発する芸が増えている（ギャグロビクス、親父のちくび、指フィンガー、など）。また、篠宮と同じく解散した芸人（元井下好井の好井まさおなど）や事務所を越えて他のコンビ・トリオ（トンツカタン、にゃんこスターなど）とのコラボレーションでのライブ出演も増えている。

### 漢字の覚え方
コンビ時代からのネタで、複雑な漢字を分解してリズムに乗せて覚える（「鬱→木缶木ワ凶丶丶丶丶ヒミ」「颯爽→立風メメメメ大」など）というもの。2019年10月1日にTwitterに投稿した「漢字『鬱』の覚え方」が話題となり、「秒で漢字暗記」と題した動画をYouTubeチャンネルでも公開している。翌2020年2月18日に宝島社よりムック本「オジンオズボーン篠宮暁の秒で暗記! 漢字ドリル」を出版。同年7月29日に小学校低学年向けの第2弾を出版した。
この芸が高じて、2021年3月には日本漢字能力検定（漢検）準1級に合格。さらに2021年4月28日には日本大学通信教育部への入学を自身のTwitterで公表した。文理学部文学専攻（国文学）に籍を置き、国語の教員免許取得を目指すという。

### 大林ひょと子
篠宮扮する、ひょっとこの面を被ったキャラクター。口を隠して登場し、口が曲がっている向きを当てさせる「ひょっとこクイズ」がネタパレ（フジテレビ）で話題となり、「大林ひょと子」としての単独ライブも行っている。
設定上、篠宮とは別人格ということになっており、「オジンオズボーン篠宮」と「大林ひょと子」のツーマンライブも行われた。

## 出演

### テレビ番組
- エンタの神様（日本テレビ）クライザーIII世名義で出演。キャッチコピーは、「地獄のヘタレメタル」
- プレミアの巣窟（2013年4月 - 2019年9月、フジテレビ） - 天の声
- 芸人報道（2013年6月10日、日本テレビ） - 第5回すぐ言う芸王座決定戦!!
- さんまのお笑い向上委員会（2015年10月31日 - 2016年8月、フジテレビ）  - モニター横芸人（見学扱い、ノーギャラ）として（不定期主演）
- 雨上がり決死隊のトーク番組アメトーーク!（テレビ朝日）
  - 仮面ライダー芸人（2016年8月4日）
  - スーパー戦隊大好き芸人（2017年7月30日）
- 濱口女子大学 〜街とテントと鈴木拓〜（不定期出演）
- NMB48須藤凜々花の麻雀ガチバトル! (2016年5月7日、TBSチャンネル1)
- 水曜日のダウンタウン（2017年12月28日、TBS）
- マジ住んでみる 住めば都は本当か？（2018年1月19日、ABC）
- 三又ノ番組（2018年8月24日）
- じゃじゃじゃじゃ〜ン!（2018年10月13日 - 2020年9月27日、フジテレビ） - 声の出演（なぞな像、イケメンシェフなど）
- 大堀商事小島事業部新人山根（2020年2月16日、3月19日、アイドル専門チャンネルPigoo）
- ORANGE（2021年3月29日 - 9月、静岡放送） - コーナー「オジンオズボーン篠宮の毎日 秒で漢字」（月曜 - 金曜）
- ルミ子の食卓（2023年4月 - 2024年3月、テレビ朝日） - め執事 役 ※レギュラー[15]
- オジンオズボーン篠宮暁の秒で漢字（2022年10月 - 2024年3月、BS松竹東急）
- 千鳥のクセスゴ!（2024年4月14日、フジテレビ）

### ドラマ
- 仮面ライダーディケイド（テレビ朝日・2009年） - 芸能プロの怪しいスカウトマン 役
- ガールズトーク〜十人のシスターたち〜（テレビ朝日・2012年10月 - 2013年3月） - 神父・天一 役
- まったり!赤胴鈴之助（テレビ大阪・2022年2月5日） - パンチ 役
- Dr.チョコレート 第3話（日本テレビ・2023年5月6日） - 音楽番組のスタッフ 役
- 離婚弁護士 スパイダー Season2 〜偽りと裏切り編〜 第6話・最終話（2025年〈予定〉、日本テレビ） - 片岡幹人 役[16]

### 映画
- 平成仮面ライダー20作記念 仮面ライダー平成ジェネレーションズ FOREVER（2018年12月22日、東映） - 街の人たち 役
- 仮面ライダー 令和 ザ・ファースト・ジェネレーション（2019年12月21日、東映） - 避難民 役[17]
- ある家族（2021年7月30日、テンダープロ） - 水島豊 役[18]

### WEB番組
- ポッピーピポパポの部屋（2016年10月2日 - 12月25日〈全12回〉、YouTube「東映特撮YouTube Official」）[19]  - オジンオズボーン篠宮暁 役
- プレバンラボZ〜俺たちプレバン㊙情報発掘隊〜（2022年2月 - 2024年3月、YouTube「BANDAI SPIRITS / バンダイスピリッツ」） - 発掘隊 隊長（MC）
- まいにち賞レース

### イベント
- 超英雄祭 KAMEN RIDER × SUPER SENTAI LIVE & SHOW（2020年1月22日・2021年2月9日[20]・2023年2月9日） - 番組キャストトークショーMC
  - 50×45感謝祭 Anniversary LIVE ＆ SHOW（超英雄祭2022）DAY2（2022年2月26日） - 番組キャストトークショーMC

### CM
- Ameba ガールフレンド（仮）（2013年）
- 靜甲（2021年）

## WEBコラム
- 特撮ダイスキマン（2016年2月7日 - 2017年3月19日、WB(ダブルビー））
- 篠宮暁の“特撮”向上委員会（2017年5月7日 - 、CINEMAS＋）

## 著書
- オジンオズボーン篠宮暁の秒で暗記! 漢字ドリル（2020年2月18日、宝島社、ISBN 978-4299002006）
- 書けたらカッコイイ 漢字が秒で覚えられる！（2020年5月30日、高橋書店、ISBN 978-4-471-19130-6）